# Koszmar z ulicy Wiązów III: Wojownicy snów
Koszmar z ulicy Wiązów III: Wojownicy snów (ang. A Nightmare on Elm Street 3: Dream Warriors, inne tłum. Koszmar na Ulicy Wiązowej 3, Koszmar z ulicy Wiązów III: Mordercze sny) – amerykański film fabularny z 1987 roku. Trzecia część popularnej serii, której bohaterem jest Freddy Krueger.

## Fabuła
Nastoletnią Kristen Parker prześladują senne koszmary, w których objawia się jej tajemnicza postać z równie złowieszczego domostwa – mężczyzna o spalonej twarzy, z brzytwami zamiast palców. Po rzekomej próbie samobójczej zaborcza matka wysyła córkę do instytutu psychiatrycznego dla nieletnich. Kristen dowiaduje się, że przebywający tam nastolatkowie również padają ofiarami manii Freddy’ego. Młodym decyduje się pomóc Nancy Thompson, która kiedyś również była prześladowana przez demona.

## Obsada
- Heather Langenkamp – Nancy Thompson
- Patricia Arquette – Kristen Parker
- Craig Wasson – dr. Neil Gordon
- Ken Sagoes – Roland Kincaid
- John Saxon – porucznik Don Thompson
- Rodney Eastman – Joey Crusel
- Jennifer Rubin – Taryn White
- Laurence Fishburne – Max
- Penelope Sudrow – Jennifer Caulfield
- Bradley Gregg – Phillip Anderson
- Ira Heiden – Will Stanton
- Brooke Bundy – Elaine Parker
- Priscilla Pointer – dr. Elizabeth Simms
- Zsa Zsa Gabor – ona sama
- Robert Englund – Freddy Krueger